# 蔣鎮
蒋镇（？—784年），唐朝常州义兴县（今江苏省宜兴市西南）人，其父蒋冽。
唐玄宗天宝末年，举贤良方正科。与其兄蒋鍊都以文笔著称。历任左拾遗、司封员外郎、谏议大夫、给事中、工部侍郎，以简约俭朴闻名于时。姚令言麾下士兵发动泾原兵变，蒋镇逃亡到鄠县，伤脚，被朱泚所获，任命他为宰相。朱泚之乱平定后，被处死。